# استوری‌فول
استوریفول (به انگلیسی: Storyful) یک آژانس هوش اجتماعی است که در دوبلین، ایرلند مستقر است و زیرمجموعه‌ای از نیوز کورپ متعلق به روپرت مرداک است.
این شرکت خدماتی مانند صدور مجوز ویدئو و نظارت بر رسانه‌های اجتماعی در زمان واقعی برای شناسایی و تأیید اخبار و اطلاعات مرتبط با مشتریان خود استفاده می‌کند.
این استارت‌آپ در سال ۲۰۱۰ توسط مارک لیتل، روزنامه‌نگار سابق ایرلندی، به عنوان اولین خبرنامه رسانه‌های اجتماعی، یک گردآورنده محتوا، در دوبلین راه‌اندازی شد. استوریفول در سال ۲۰۱۳ توسط کمپانی نوز کورپ، روپرت مرداک به قیمت ۲۵ میلیون دلار آمریکا خریداری شد.

## جنجال‌ها
استوریفول در طول تاریخ خود با تعدادی جنجال روبرو بوده است. در سال ۲۰۱۴، این شرکت به دلیل دستکاری توییت‌ها برای تبلیغ محتوای خود مورد انتقاد قرار گرفت. در سال ۲۰۱۶، استوریفول به دلیل نقش خود در انتشار اطلاعات نادرست در مورد انتخابات ریاست جمهوری ایالات متحده مورد انتقاد قرار گرفت.